# Daiya Seto
Daiya Seto (japanisch 瀬戸大也; * 24. Mai 1994 in Moroyama) ist ein japanischer Schwimmer. In den Jahren 2013, 2015 und 2019 wurde er Weltmeister über 400 m Lagen. Er stellte zudem mehrere Weltrekorde auf der Kurzbahn (25 Meter) auf.

## Karriere
Bei den Kurzbahnweltmeisterschaften 2012 wurde Seto erstmals Weltmeister über 400 m Lagen. Dies gelang ihm bei den Schwimmweltmeisterschaften 2013 ebenfalls auf der Langbahn. Bei den Olympischen Sommerspielen 2016 gewann Seto Bronze über 400 m Lagen. Außerdem erreichte er das Finale über 200 m Schmetterling.
Bei den Kurzbahnweltmeisterschaften 2018 stellte Seto mit 1:48,24 Minuten einen neuen Weltrekord über 200 m Schmetterling auf der Kurzbahn auf.
Im folgenden Jahr wurde Seto Pazifischer Schwimmer des Jahres 2019. Ende 2019 stellte Seto einen neuen Weltrekord über 400 m Lagen auf der Kurzbahn auf.